# Kingston (Norfolk)
Kingston je hlavní město Norfolku, australského teritoria v Tichém oceánu. Město je administrativním, historickým a kulturním centrem ostrova, větším městem a ekonomickým centrem je však Burnt Pine.
Ve městě se nachází sídlo vlády, starý hřbitov, historický kostel Všech svatých, ruiny vojenského objektu v Quality Row a kasárna, kde sídlí úřad ostrova.
6. března 1788 se zde vylodil poručík Philip Gidley King společně s 22 trestanci (9 mužů a 6 žen), kteří se stali novými osadníky.